# Девет месеца
„Девет месеца“ (на английски: Nine Months) е американска романтична комедия от 1995 г. на режисьора Крис Кълъмбъс, който и е продуцент и сценарист на филма. Във филма участват Хю Грант, Джулиан Мур, Том Арнолд, Джоан Кюсак, Джеф Голдблум и Робин Уилямс. Той е римейк на едноименния френския филм и служи като първата американска роля на Грант. Оригиналната музика е композирана от Ханс Цимер. Премиерата му е на 14 юли 1995 г.